# Macropitthea messagaria
Macropitthea messagaria là một loài bướm đêm trong họ Geometridae.